# Łukasiewicz – Instytut Mikroelektroniki i Fotoniki
Łukasiewicz – Instytut Mikroelektroniki i Fotoniki – polski instytut badawczo-rozwojowy, należący do Sieci Badawczej Łukasiewicz. Został utworzony 1 października 2020 r. w wyniku konsolidacji Łukasiewicz – Instytutu Technologii Elektronowej (ITE) i Łukasiewicz – Instytutu Technologii Materiałów Elektronicznych (ITME).
Główna siedziba instytutu znajduje się w Warszawie przy al. Lotników 32/46. Instytut posiada też oddziały w Piasecznie i Krakowie.

## Opis
Instytuty: Materiałów Elektronicznych i Technologii Elektronowej mają 50-letnią historię. Instytut prowadzi projekty naukowe i prace B+R w obszarach zaawansowanych materiałów, mikro- i nanoelektroniki oraz fotoniki.

## Działalność
Instytut prowadzi badania naukowe i prace rozwojowe w obszarach: mikro- i nanoelektroniki, optoelektroniki, inżynierii materiałowej, fotoniki (w tym nanofotoniki), elektroniki mikrofalowej, energoelektroniki, elektroniki przeźroczystej i giętkiej. Działalność badawczo-rozwojowa obejmuje również technologie materiałów zaawansowanych (np. grafen, materiały półprzewodnikowe, monokryształy, materiały grubowarstwowe, produkty na bazie szkła i ceramiki, podłoża pod systemy elektroniczne) oraz przyrządy na bazie tych materiałów.
Instytut wdraża i upowszechnia wyniki tych prac w gospodarce we współpracy z instytucjami naukowymi i przedsiębiorcami.
Zakres działania Instytutu obejmuje w szczególności:
- opracowanie konstrukcji i technologii wytwarzania mikro- i optoelektronicznych przyrządów półprzewodnikowych, w tym: mikrofalowych i oraz fotonicznych przyrządów dyskretnych, detektorów i czujników, układów scalonych, mikro-systemów i podzespołów elektronicznych, mikroelektronicznych układów hybrydowych, przyrządów mocy, elementów dyfrakcyjnych;
- rozwój metod projektowania mikro- i opto- elektronicznych przyrządów półprzewodnikowych oraz opracowywanie nowych metod charakteryzacji materiałów, struktur i przyrządów półprzewodnikowych;
- opracowywanie technologii wytwarzania nowych materiałów takich jak węglik krzemu, grafen epitaksjalny i płatkowy, kompozyty ceramiczno-metalowe i zaawansowana ceramika oraz badania ich właściwości pod kątem ich przemysłowego wykorzystania;
- prowadzenie działalności normalizacyjnej, certyfikacyjnej i aprobacyjnej.

Organizacja prac badawczych Instytutu opiera się o cztery linie technologiczne:
- linia podzespołów optoelektronicznych,
- linia podzespołów krzemowych,
- linia podzespołów półprzewodników szerokoprzerwowych
- oraz linia dedykowana technologii LTCC.

Instytut jest właścicielem kilkudziesięciu polskich i zagranicznych patentów.